# 145562 Цурбрігген
145562 Цурбрігген (145562 Zurbriggen) — астероїд головного поясу, відкритий 24 липня 2006 року.
Тіссеранів параметр щодо Юпітера — 3,347.